# Фрумушика (Флорештский район)
Фрумушика (рум. Frumuşica) — село в Флорештском районе Молдавии. Является административным центром коммуны Фрумушика, включающей также село Новая Фрумушика.

## География
Село расположено на высоте 108 метров над уровнем моря.

## Население
По данным переписи населения 2004 года, в селе Фрумушика проживает 1558 человек (718 мужчин, 840 женщин).
Этнический состав села:
| Национальность | Число жителей | Процентный состав |
| -------------- | ------------- | ----------------- |
| молдаване      | 1509          | 96.85             |
| цыгане         | 24            | 1.54              |
| украинцы       | 12            | 0.77              |
| русские        | 10            | 0.64              |
| румыны         | 3             | 0.19              |
| Всего          | 1558          | 100%              |

## История
Стоянка эпохи мезолита на территории Молдавии (VIII—V тысячелетия до н. э.) обнаружены у села Фрумушика.
Немецкое лютеранское село Манукбеевка основано в 1893 г.  Лютеранские приходы Альт-Эльфт и Ней-Сарата.

## Знаменитости
- В сельской средней школе учился Мирча Снегур — первый президент Молдавии.
- Гроза, Дмитрий Дмитриевич (1927 — ?) — дояр колхоза имени Ворошилова Флорештского района Молдавской ССР. Герой Социалистического Труда (15.02.1957)[8].